# بيرنيت دو جيلية
بيرنيت دو جيلية (Pernette Du Guillet)(1520 - 7 يوليو 1545) شاعرة فرنسية ولدت بمدينة ليون الفرنسية لأسرة عريقة من النبلاء. حصلت على تعليم جيد واشتهرت بثقافتها الواسعة. كانت بيرنيت دى جيلية تلميذة الشاعر موريس سيڤ ومن ثم ملهمته. نشأت بينها وبين أستاذها قصة حب مستحيلة لأنها كانت متزوجة ومن أجلها كتب موريس سيڤ ديوانه الشهير ديليا، كائن ذو أعلى درجات الفضيلة (Délie-Objet de plus Haute Vertu).
كتبت بيرنيت دو جيلية ديوان شعر غرامي واحد شهير ببساطة أبياته الذي نشر بفضل زوجها بعد وفاتها عام 1545 تحت عنوان "Rymes de Gentile Et Vertueuse Dame".

## روابط خارجية
- بيرنيت دو جيلية على موقع الموسوعة البريطانية (الإنجليزية)